# Črni kuštravec
Črni kuštravec (znanstveno ime Strobilomyces strobilaceus) je gliva iz rodu kuštravcev (Strobilomyces). Pred tem je bil znan kot Strobilomyces floccopus.

## Značilnosti
Klobuk ima premer do 15 cm. Mlad je polkrožen, nato izbočen do sploščen. Pokrit z značilnimi volnastimi resicami razporejenimi kot strešniki. Resice so debele, štrleče in sivo rjave barve s temnejšo konico. Površina klobuka je suha.
Trosovnica je sestavljena iz cevk. Barva sega od belkaste pri mladih do sivo rjave, včasih z rdečkastim odtenkom, pri starejših osebkih. Pore so oglate, razmeroma velike, pri mladih osebkih prekrite z belo-sivim zastiralcem, katerega ostanki včasih ostanejo na obodu klobuka. Poškodovane cevke se najprej obarvajo rdeče, nato pa postanejo črno-vijolične.
Bet je debel od 1 do 3 cm in visok do 15 cm. Valjast, rahlo zožen proti klobuku, zelo trd. Barva je podobna klobuku, prekrit s številnimi vatastimi sivo rjavimi resicami. Poškodovan bet se obarva rdečkasto.
Je mesnat, včasih suh in elastičen, v steblu oleseneli. Meso je pri mladih gobah belo, kasneje rdečkasto do temno rjavo. Ko je poškodovan, postane rdečkast. Nima posebnega vonja in okusa.

## Razširjenost in življenjski prostor
Pojavlja se predvsem v Severni Ameriki in Evropi, o najdbah pa so poročali tudi v Koreji, na Japonskem in v Zahodni Afriki.
Gobe rastejo od poletja do jeseni v iglastih, listnatih in mešanih gozdovih. Živi v mikori z bukvo, v gorskih predelih pa s smreko in jelko. Je redka in jo pogosteje najdemo na večjih nadmorskih višinah. V Evropi obstaja samo ena vrsta iz rodu kuštravcev.

## Mikroskopske značilnosti
Trosni odtis je vijolično rjave barve. Trosi so kroglaste ali elipsoidne oblike, z mrežasto površino in merijo 10–13 x 8–10 μm.

## Podobne vrste
- pobeljena livka (Clitocybe dealbata)

## Uporabnost
Užitna.